# Церква святого архистратига Михаїла (Новосілка)
Церква святого архистратига Михаїла в Новосілці — парафія і храм Заліщицького благочиння Тернопільської єпархії Православної церкви України в селі Новосілка Чортківського району Тернопільської области.

## Історія церкви
Приходський храм, збудований у 1782 році, був замінений новим.
Будівництво нової церкви розпочалося у 1849 році. Його продовжив священник Василь Кархута, а завершили лише у 1900 році.
19 вересня 1900 року священник Омелян Боярський освятив церкву.
У 1900–1902 роках майстер Ставничий з Білобожниці виконав малярні роботи, і його образи збереглися до наших днів.
У 1988–1998 роках за священника Івана Войтовича на проборстві збудували новий будинок та господарські споруди.
У 1991 році звели нову дзвіницю на три дзвони.
У 2009 році в будинку провели внутрішній ремонт і викопали криницю.
У селі знаходиться придорожня капличка святої Магдалини, збудована у 1770 році та відновлена у 2002 році.

## Парохи
- о. Павло Нестерович (1720),
- о. Степан Полянський (1795—1820),
- о. Микола Пашковський (1821—1832),
- о. Матей Лісеницький (1832—1836),
- о. Теодор Курбас (1838—1861; рідний дядько Леся Курбаса),
- о. Йосиф Соневицький (1861—1862),
- о. Василь Кархута (1862—1990),
- о. Омелян Боярський (1990—1941),
- о. Чубатий,
- о. Розницький,
- о. Ворбкевич,
- о. Степан Щиголь (1972—1974),
- о. Михайло Друзик (1978—1988),
- о. Іван Войтович (1988—1997),
- о. Мирослав Теслюк (1998—2007),
- о. Володимир Стиблина (2007—2015),[джерело?]
- о. Вадим Криворучко (з 2015).[джерело?]